# Wesmaelius altissimus
Wesmaelius altissimus là một loài côn trùng trong họ Hemerobiidae thuộc bộ Neuroptera. Loài này được Ohm miêu tả năm 1967.